# Союзне печиво

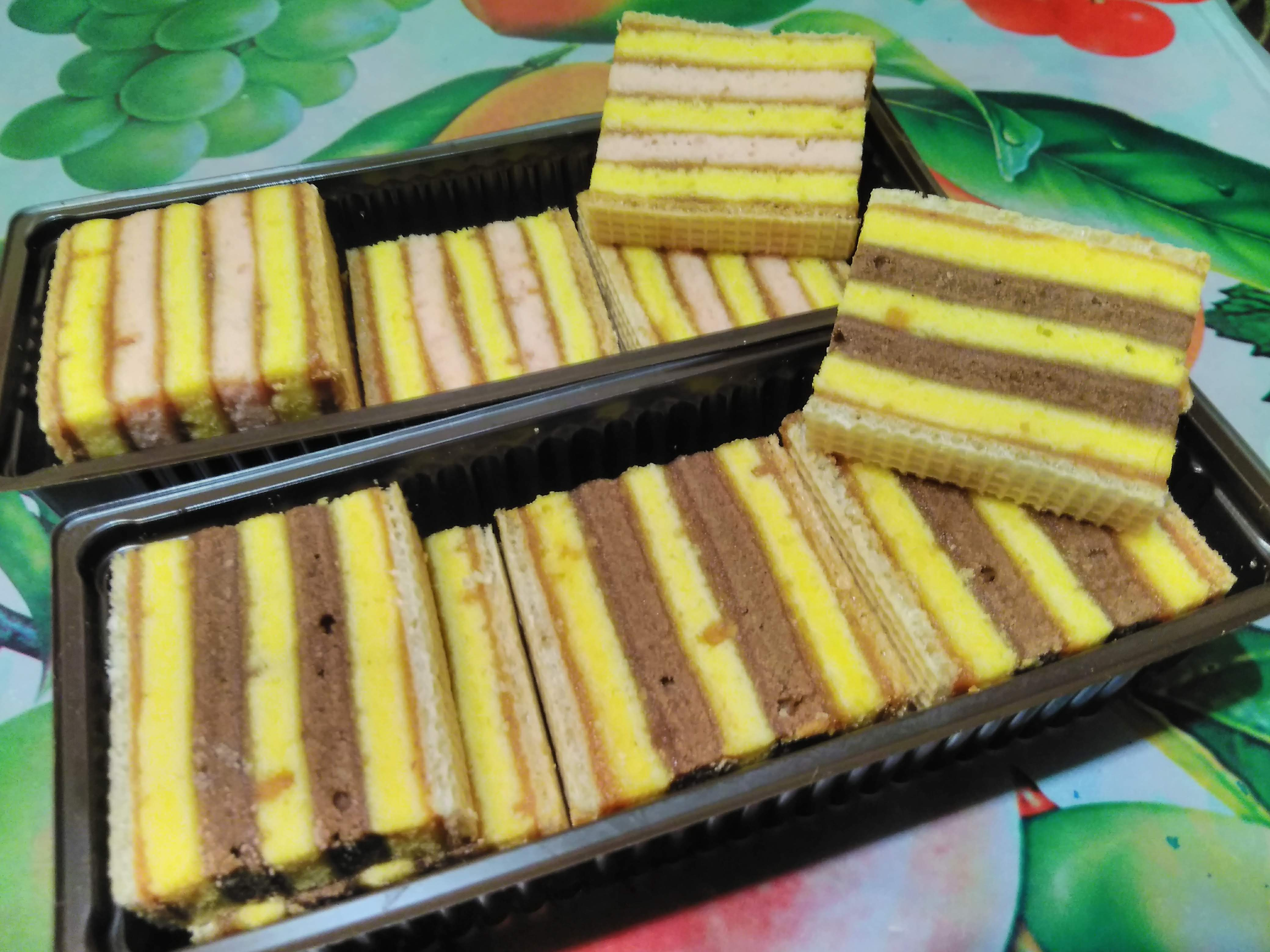
Класичне і какаове союзне печиво.

Союзне печиво (рос. союзное печенье), також відоме як Харківське, — різнобарвне багатошарове бісквітне печиво, яке виготовляють у Харкові. Союзне печиво є одним із найпопулярніших кондитерських виробів Харківщини і традиційним гостинцем міста.

## Назва
У назвах «союзне печиво» і «союзна пастила» слово «союзне» є кондитерським терміном, який вказує на сполучення кількох шарів. Під такими назвами ці ласощі відомі ще з XIX століття.
Какаове союзне печиво називають «Празьким» через кольорову подібність до шматочка торта «Прага» (обидва не мають стосунку до міста Праги).

## Опис
Класичне союзне печиво є вузьким стовпчиком шарів ванільного бісквіту, котрі скріплені яблучним повидлом. Верхній і нижній краї стовпчика завершують вафлі.

## Історія
На прохання Харківського окрвиконкому задля поліпшення доступності кондитерської продукції для селян Український кондитерський трест, який до того орієнтувався на виготовлення більш прибуткових шоколадних солодощів, запланував поставити на село у 1-му кварталі 1929-го року 1 500 пудів союзного печива. Союзне печиво виготовляла фабрика «Харків'янка» (колишня «Жовтень»). Нині цей сорт печива виготовляють різні харківські підприємства: «Волхов», «Добрий смак», ХЗПТ.
У радянські часи союзне печиво можна було придбати у фірмовій крамниці солодощів «Ведмедик», котра тепер належить корпорації «Бісквіт-Шоколад» (чиї фабрики більше не виготовляють союзне). Поза Харковом печиво можна скуштувати в кав'ярнях харківської тематики, як-от київська «Крапка кави».
На тлі широкомасштабного російського вторгнення в Україну, яке триває з початку 2022 року, деякі виробники перейменували союзне печиво на Харківське, щоби позбутися асоціації з Радянським Союзом.